# NK Lila
Nogometni klub Lila hrvatski je nogometni klub iz Lile nedaleko Našica u Osječko-baranjskoj županiji. Trenutačno igra u 2. ŽNL Osječko-baranjskoj NS Našice.

## Uspjesi kluba
- 2. ŽNL Osječko-baranjska NS Našice: 2003./04., 2008./09.

## Vanjske poveznice
- Arhivirana web-stranica
- Profil, HNS Semafor